# فینال جام حذفی فوتبال انگلستان ۲۰۰۹

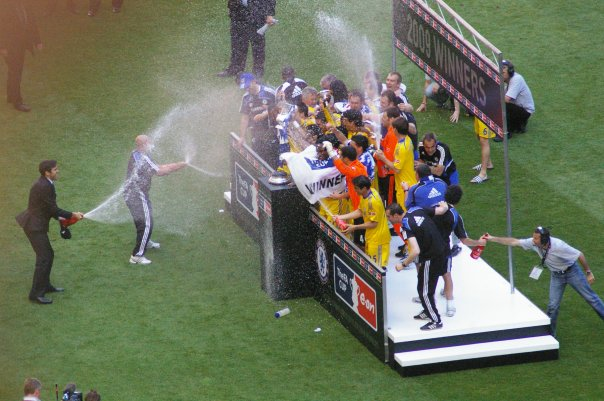
مراسمی از جشن قهرمانی چلسی در فینال جام حذفی فوتبال انگلستان ۲۰۰۹ در ورزشگاه ومبلی

فینال جام حذفی فوتبال انگلستان ۲۰۰۹، رقابت پایانی جام حذفی فوتبال انگلستان در سال ۲۰۰۹ میلادی است که مابین دو تیم باشگاه فوتبال چلسی و باشگاه فوتبال اورتون در ورزشگاه ومبلی لندن برگزار شده‌است.
این مسابقه که در تاریخ ۳۰ مه ۲۰۰۹ انجام شده‌است با نتیجه ۲ بر ۱ به سود تیم باشگاه فوتبال چلسی به پایان رسید.